# Лариса (футбольный клуб)
АЕЛ (греч. Α.Ε.Λ. ΠΑΕ ή ΑΕΛ) — греческий футбольный клуб, часть Атлитики-Эноси-Ларисас (Αθλητική Ένωση Λάρισας), представляющий в чемпионате своей страны административный центр периферии Фессалии — город Ларису. По городу базирования клуб обычно называют просто «Ла́риса» (Λάρισα). Чемпион Греции 1988 года.

## История клуба
Клуб был основан в 1964 году под названием Athlitiki Enosi Larissas («Атлетический Союз Ларисы») в результате слияния четырёх местных клубов — «Ираклис» (Лариса), «Арис» (Лариса), «Тохотис» (Лариса) и «Ларисакос». Команда почти сразу получила право играть в высшем дивизионе страны — Альфа Этники. Выиграв чемпионат в сезоне 1987—1988, впоследствии «Лариса» из-за финансовых трудностей и банкротства была вынуждена покинуть высшую лигу и начать играть в третьем по значимости дивизионе — Гамма Этники. В 2003 году в результате банкротства команда была вынуждена изменить название на AEL 1964 (АСЛ 1964).
В сезоне 2004/05 команда вернулась в Бета Этники и выиграла её, тем самым получив двойное повышение в классе. «Лариса» также смогла пробиться в четвертьфинал Кубка Греции. В сезоне 2006/07 «Ларисе» удалось выиграть Кубок Греции, который стал первым трофеем для команды за 23 года.
28 июля 2011 года дисциплинарный комитет греческой суперлиги принял решение отправить во второй дивизион клубы «Кавала» и «Олимпиакос» из города Волос за причастность к договорным матчам. Также на оба клуба наложен штраф в размере € 300 тыс. Комитет постановил аннулировать прошлогодние результаты обеих команды, в результате чего они оказались на двух последних местах в турнирной таблице. При этом аутсайдеры чемпионата «Лариса» и «Пансерраикос» избегали понижения в классе. Решение, однако, было отменено 10 августа 2011 года после обе апелляции. Вместо этого в сезоне 2011—2012 с «Олимпиакоса» было снято 10, а с «Кавалы» 8 очков.

## Достижения
- Чемпион Греции: 1987/88
- Серебряный призёр  1982/1983
- Обладатель Кубка Греции, 2 раза: 1985, 2007
- Финалист Кубка Греции, 2 раза: 1982, 1984
- Финалист Суперкубка Греции, 2 раза: 1988, 2007

## Участие в еврокубках
Кубок обладателей кубков 1/4 финала 1984/1985